# Scleropodium coreense
Scleropodium coreense är en bladmossart som beskrevs av Jules Cardot 1912. Scleropodium coreense ingår i släktet Scleropodium och familjen Brachytheciaceae. Inga underarter finns listade i Catalogue of Life.